# Eudarcia kasyi
Eudarcia kasyi är en fjärilsart som beskrevs av Petersen 1971. Eudarcia kasyi ingår i släktet Eudarcia och familjen äkta malar.
Artens utbredningsområde är Grekland. Inga underarter finns listade i Catalogue of Life.